# Minden Township (comté de Pottawattamie, Iowa)
Minden Township est un township du comté de Pottawattamie en Iowa, aux États-Unis,.
Le township est baptisé en référence à Minden en Allemagne.

## Source de la traduction
- (en) Cet article est partiellement ou en totalité issu de l’article de Wikipédia en anglais intitulé « Minden Township, Pottawattamie County, Iowa » (voir la liste des auteurs).